# Pierwotna nukleosynteza
Pierwotna nukleosynteza – nukleosynteza, która zachodziła we wczesnej fazie ewolucji Wszechświata, w wyniku której doszło do powstania jąder atomowych innych niż proton (jądro wodoru 1H).
Proces został po raz pierwszy opisany w 1948 r. w Physical Review w pracy pod tytułem „The Origin of Chemical Elements”. Jej twórcami, według zgłoszenia publikacji, byli Ralph Alpher, Hans Bethe i George Gamow, teorię nazwano teorią αβγ.
Według modelu Wielkiego Wybuchu, Wszechświat w początkach swego istnienia miał dużą gęstość i temperaturę, które systematycznie malały. Pierwotna nukleosynteza zaszła pod koniec ery leptonowej, gdy istniały tylko cząstki elementarne i nukleony (czyli protony i neutrony), będące w równowadze termodynamicznej. Później, w miarę spadku temperatury Wszechświata, procesy syntezy jądrowej pomiędzy nukleonami doprowadziły do utworzenia jąder deuteru 2H, helu 3He i 4He i litu oraz niewielkich ilości berylu i boru. Szybki spadek temperatury i gęstości w miarę rozszerzania się Wszechświata spowodował zahamowanie tego procesu. Brak stabilnych jąder o liczbie masowej 8 praktycznie uniemożliwił powstanie w tym procesie jąder pierwiastków cięższych niż beryl. Pierwiastki o liczbach masowych większych od 8 powstają w wyniku syntezy w gwiazdach, wybuchach supernowych lub są otrzymywane w laboratoriach.
Stosunek zawartości helu, deuteru i litu do zawartości wodoru w obserwowanym Wszechświecie zgadza się z przewidywaniami modelu Wielkiego Wybuchu.